# Satarial
Satarial (Сатаріал) — метал-гурт, що розпочав своє існування у 1989 році як блек-метал-гурт «Ad Maiorum Satan Glorium», заснований музикантом Lord Seth. У 1993 році змінив свою назву на «Satarial». У 2001 році поступово змістив акценти у своїй творчості від блек-металу в бік індастріал-музики. У 2017 році в групу приходить талановитий бас-гітарист Артем Бірулін. Починаються масштабні гастролі більш ніж по 20 країнах Європи.

## Дискографія
- Ad Maiorum Satan Glorium (1989) — демозапис
- …And the Flame Will Take the Temples of Christ (…І Вогонь Візьме Храми Христа) (1996)
- The Queen of the Elves' Land (Королева Ельфійськой Землі) (1998)
- Larm (Шум) (2000)
- Heidenlarm (Дике полювання Язичницький шум) (2001)
- Tanz Mit… Tod… (Танцюй Зі Смертю……) (2005)
- Latexxx (Латекс) (2006) — електронний проєкт Seth & Satarial
- Lunar Cross [Архівовано 19 червня 2018 у Wayback Machine.] (місячний хрест Свастика) (2014)
- Blessed Brigit (2016 Co-release Death Portal Studio (USA) with Symbol of Domination)

## DVDs Відеографія
- Walpurgis Night (Вальпургієва Ніч) (1998) — VHS
- The Queen of the Elves' Land (Королева Ельфійськой Землі) (1999) — VHS
- Gothic Rush (Готичний Прорив) (2006) — DVD

## Офіційні відеокліпи
- The Queen of the Elves' Land (Королева Ельфійськой Землі) (1999) — режисер: Тетяна Шеметова
- Lover Of The Night (Кохана Ночі) (2001) — режисер: Ігор Архангельський
- Вовк (2005) — режисер Ігор Архангельський
- Hure-Tod (Повія-Смерть) (2006) — режисер: Олександр Гранчик, виробництво: Ярос-Фільм
- Horned One (2014)
- Manifest of paganism (2016)

## Учасники
- Lord Seth — вокал, гітари, харді-гурді, програмування.
- Angelika — барабани, синтезатори, вокал, програмування.
- Artem Birulin — бас-гітара.
- Lolita — норвезький ріг, VJ.

### Колишні учасники
- Necromancer — бас
- Orius — бас
- Usurplague — бас
- Den Bearry — Бас
- Orc — бас
- Leprosy — ударні
- Orm — флейта
- Vampirella — флейта
- Morana — скрипка, клавішні, вокал
- Dead Hamlet — альт
- Juice — вокал
- Soul — жіночий вокал
- Raven — бас
- Demogorgon — ударні
- Egor Demidov — бас

### Інтерв'ю
- Інтерв'ю з журналу Rock City № 25, 1999 рік, стор. 14

### Рецензії
- Рецензія на альбом «And the Flame Will Take the Temples of Christ» dark-world.ru/reviews/5069 1996 рік
- Рецензія на альбом «The Queen of the Elvis Land» в журналі Rock City № 32, 1999 рік
- Рецензія на альбом «The Queen of the Elvis Land — Video» в журналі Rock City № 27, 1999 рік
- Рецензія на альбом «The Queen of the Elvis Land» в журналі Rock City № 23, 1998 рік
- Рецензія на альбом «Lunar cross» 2014 рік [Архівовано 18 червня 2018 у Wayback Machine.]
- Рецензія на альбом Satarial «Blessed Brigit» [Архівовано 19 червня 2018 у Wayback Machine.]